# Arachnomycetaceae
Die Arachnomycetaceae sind die einzige Familie der Ordnung der Arachnomycetales der Schlauchpilze.

## Merkmale
Sie bilden als Fruchtkörper Kleistothecien aus, die Borsten besitzen, aber kein Ostiolum (kleine Öffnung). Die Peridie ist häutig und besteht aus parenchymartigen Zellen (Textura angularis). Die Schläuche sind kurzlebig und achtsporig. Die Sporen sind abgeflacht, schwach pigmentiert und besitzen keine Keimporen. Die Nebenfruchtform bildet kurze Ketten von Kondien (Arthrokonidien) oder am verdickten Ende der Hyphen (Aleurisporen).

## Ökologie und Verbreitung
Arten der Familie der Arachnomycetaceae wurden unter anderem auf menschlichen oder tierischen Nägeln oder Hufen gefunden. So wurde Arachnomyces jinanicus in einer Schweinefarm entdeckt.

## Systematik und Taxonomie
Die Familie Arachnomycetaceae und Ordnung Arachnomycetales wurde 2002 von Connie Fe Cañete Gibas, Lynne Sigler und Randolph S. Currah beschrieben. Die Gattung Arachnomyces wurde vorher zu den Onygenales gestellt. Es kommen zwei Gattungen vor.
- Arachnomyces mit zehn Arten
- Onychocola mit vier Arten